# 저문강
《저문강》은 1984년 4월 21일에 방영된 TV문학관이다.

## 줄거리
폐가처럼 버려져 있는 한 어촌의 제각(제사지내는 집)에 한 노파(정애란)와 그녀의 딸(반효정)이 들어와 살게 된다. 공교롭게도 비슷한 시기에 이 마을의 김, 미역 양식장이 큰 피해를 입게 된다. 마을 사람들은 이같은 사태가 비명에 간 제각지기와 그 아들의 죄값이라 믿고 제각에 들어온 모녀에게 그들의 혼백이 씌운 것 아닌가 의심하는데...

## 출연
- 정애란
- 반효정
- 백윤식
- 선우은숙
- 사미자
- 박용식
- 반문섭
- 홍영자
- 최재성
- 이원발
- 이현정
- 양미경
- 최현정